# Іран на літніх Олімпійських іграх 1900
Іран брав участь на літніх Олімпійських іграх 1900 і був представлений одним спортсменом у фехтуванні, який не виграв жодної медалі. Однак МОК офіційно не включає до списку країн-учасниць цю державу, тому першим виступом вважається 1948 рік.

## Результати змагань

### Фехтування
| Змагання | Спортсмени          | Перший раунд | Чвертьфінал | Півфінал   | Фінал      | Загальне місце |
| Змагання | Спортсмени          | Місце        | Місце       | Місце      | Місце      | Загальне місце |
| -------- | ------------------- | ------------ | ----------- | ---------- | ---------- | -------------- |
| Шпага    | Ферідун Мальком-хан | 2            | 4-6         | не пройшов | не пройшов | 19-31          |